# Brachiaria lactea
Brachiaria lactea är en gräsart som först beskrevs av Carl Christian Mez, och fick sitt nu gällande namn av Aimée Antoinette Camus. Brachiaria lactea ingår i släktet Brachiaria och familjen gräs. Inga underarter finns listade i Catalogue of Life.